# بسام شاکر
بسام شاکر (انگلیسی: Bassam Shakir؛ زادهٔ ۱۷ مهٔ ۲۰۰۰) بازیکن فوتبال اهل عراق است.
وی همچنین در تیم ملی فوتبال عراق بازی کرده‌است.